# Melina Kanakaredes
Melina Eleni Kanakaredes (ur. 23 kwietnia 1967 w Akron) – amerykańska aktorka pochodząca z rodziny amerykańsko-greckiej.
Studiowała taniec, muzykę i teatr na Stanowym Uniwersytecie w Ohio.
Szerzej znana z roli dr Sydney Hansen w serialu telewizyjnym Providence oraz detektyw Stelli Bonasery w serialu telewizyjnym CSI: Kryminalne zagadki Nowego Jorku.
W życiu prywatnym żona Petera Constantinidesa – od 1992. Mają dwie córki – Zoe i Karinę Eleni.

## Filmografia
- Carts (1987)
- The More You Know (1989) jako ona sama
- Guiding Light (1991–1992) jako Eleni Andros Spaulding Cooper #1
- Nowojorscy gliniarze (NYPD Blue, 1993–2005) jako Benita Alden (gościnnie)
- Zakazana miłość (Bleeding Hearts, 1994) jako Daphne
- Na południe (Due South, 1995) jako Victoria Metcalf (gościnnie)
- New York News (1995) jako Angela Villanova
- Długi pocałunek na dobranoc (The Long Kiss Goodnight, 1996) jako Trin
- Kancelaria adwokacka (The Practice, 1997–2004) jako Andrea Wexler (gościnnie)
- Leaving L.A (1997) jako Libby Galante
- Oz (1997–2003) jako Marilyn Crenshaw (gościnnie)
- Hazardziści (Rounders, 1998) jako Barbara
- Niebezpieczna piękność (Dangerous Beauty, 1998) jako Livia
- Saint Maybe (1998) jako Rita
- Powrót do Providence (Providence, 1999–2002) jako dr Sydney Hansen
- 15 minut (15 Minutes, 2001) jako Nicolette
- CSI: Kryminalne zagadki Nowego Jorku (CSI: NY, 2004) jako Stella Bonasera
- Przez ogień (Into the Fire, 2005) – Catrina Sabrina Hampton
- Percy Jackson i bogowie olimpijscy: Złodziej pioruna (Percy Jackson & the Olympians: The Lightning Thief, 2010) jako Atena
- Infiltrator (Snitch, 2013) jako Sylvie Collins
- Rezydenci (2018) jako dr Lane Hunter